# Paolino di Giovanni
Paolino di Giovanni (Ascoli Piceno, circa 1405 – Assisi, 1467) è stato un intagliatore italiano.

## Biografia
Paolino di Giovanni nacque ad Ascoli Piceno nei primi anni del XV secolo, figlio di Giovanni di Matteo da Maltignano, iniziatore di una tradizione dell'intaglio ligneo che ottenne un importante successo fra Marche e Umbria per tutto il XV secolo.
Tale tradizione, ben evidenziata dal padre di Paolino di Giovanni, col quale ebbe parte nella realizzazione degli stalli della cattedrale di Sant'Emidio di Ascoli Piceno, si incentrò sull'influsso di elementi gotici e sull'impiego di un rilievo a tema vegetale o animale, di figure umane e di trafori geometrici gotici, con somiglianze con gli stalli del mare Adriatico orientale.
Gli allievi di Giovanni di Matteo da Maltignano, tra i quali i figli Paolino e Francesco e Apollonio Petrocchi da Ripatransone, aggiunsero nel corso degli anni la tarsia a commesso di silio, con soggetti floreali e vegetali e ridussero gli elementi gotici dei complessi corali, anticipando lo stile di un maestro come Domenico Indivini da Sanseverino, che si formò proprio nella bottega di Paolino di Giovanni.
L'attività principale di Paolino di Giovanni fu quella dell'intagliatore in legno.
Lavorò prevalentemente a Perugia e in Umbria, dove si trovano le sue opere più importanti, che testimoniano la perfezione tecnica raggiunta dai maestri rinascimentali nella lavorazione del legno: il 19 febbraio 1448, insieme all'intagliatore Apollonio Petrocchi da Ripatransone, ricevette l'incarico di eseguire la cassa dell'organo della cattedrale di San Lorenzo a Perugia; pochi giorni dopo, il 25 febbraio 1448, i due maestri furono convocati ad Assisi, dove stipularono un contratto per la realizzazione di trentadue sedili per la nuova libreria del convento di San Francesco; successivamente eseguì gli stalli del coro nella Cappella dei Priori (1452-1466) e quelli dell'abside di Santa Maria Nuova (1456-1458), in collaborazione con Giovanni da Montelparo.
La Galleria nazionale dell'Umbria di Perugia conserva inoltre dei postergali intagliati e intarsiati che Paolino di Giovanni eseguì intorno al 1442.
Nel 1467 Paolino di Giovanni morì e per il lavoro del nuovo coro della basilica inferiore di San Francesco d'Assisi gli subentrò Apollonio Petrocchi da Ripatransone.

## Opere
- Stalli del coro della Cattedrale di Ascoli Piceno, 1443-1448 (in collaborazione col padre Giovanni);
- Cassa dell'organo della cattedrale di San Lorenzo a Perugia, 1448;
- Trentadue sedili per la nuova libreria del convento di San Francesco di Assisi, 1448;
- Stalli del coro nella Cappella dei Priori a Perugia, 1452;
- Stalli dell'abside di Santa Maria Nuova a Perugia, 1456-1458;
- Coro della basilica inferiore di San Francesco d'Assisi, fino al 1467.